# Полоцкий район
По́лоцкий райо́н (бел. По́лацкі раён) — административная единица в составе Витебской области Республики Беларусь. Административный центр — город Полоцк.
Численность населения — 98 999 человек (на 1 января 2025 года).

## Административное устройство
Полоцкий район включает в себя 403 населённых пункта, из которых 1 является городом (Полоцк), 1 городским посёлком (Ветрино), 14 агрогородками. В районе расположено 14 сельсоветов. Территориально расположенные внутри границ Полоцкого района г. Новополоцк и г. п. Боровуха в состав района не входят, так как г. Новополоцк является городом областного подчинения, а г. п. Боровуха входит в состав территорий, подчинённых Новополоцкому горисполкому и Новополоцкому горсовету депутатов. В будущем планируется расширение границ Новополоцка с отделением территорий района, согласно утверждённому постановлением Совета Министров Генеральному плану.
- Полоцк — 84 597 человек (на 01.01.2018)[7]
- Ветрино — 2077 человек (на 01.01.2018)[7]

#### На территории 14 сельсоветов
- Азинский
- Бабыничский
- Боровухский
- Ветринский
- Вороничский
- Гомельский
- Горянский
- Зелёнковский
- Малоситнянский
- Островщинский
- Полотовский
- Солоникский
- Фариновский
- Экиманский

Упразднённые сельсоветы:
- Адамовский[8]
- Заозёрский[8]
- Начский[9]
- Трудовской[9]
- Шпаковщинский[9]
- Юровичский[8]

29 апреля 2004 года упразднены: Трудовской, Начский, Шпаковщинский сельсоветы, образован Ветринский сельсовет.

## География
Полоцкий район граничит с Россонским районом на севере, Верхнедвинским районом на северо-западе, Миорским районом на западе, Глубокским районом на юго-западе, Ушачским районом на юге, Шумилинским районом на юго-востоке, Городокским районом на востоке, с также с Россией на северо-востоке.
Территория — 3169,9 км². Полоцкий район является первым по размерам в Витебской области и четвёртым в Республике Беларусь. 62 % от общей площади района составляют земли лесного фонда (сосновые, еловые, берёзовые), 23 % — земли сельскохозяйственного назначения.
На территории района расположено 377 водных объектов, из которых 312 озёр и 65 рек.
Основные реки — Западная Двина и её притоки Сосница, Полота, Туровлянка, Ушача, Нача и др.
Крупные озёра — Яново, Ведета, Червятка, Навлицкое, Гомель, Болныря, Усомля, Суя. Из мелких — озеро Пасужа. Общая площадь озёр района — порядка 106 км².
Территория района в пределах Полоцкой низины. Преобладают высоты 125—150 метров, максимальная — 180. Средняя температура января −7,3 °C, июля +17,5 °C. Осадков выпадает 662 мм в год.

#### Заказники республиканского значения
1. Козьянский (Ландшафтный)
2. Лонно (Биологический)
3. Глубокое — Большое Островито (Гидрологический)

#### Геологические памятники природы республиканского значения
- Гряда Волотовка
- Скопление валунов Яново
- Святитский валун

## Геральдика
7 августа 1968 года решением исполкома Полоцкого городского Совета народных депутатов был утверждён Герб. Исторический Герб Полоцка утверждён 13 мая 1994 года решением Полоцкого городского Совета народных депутатов № 14/6 и внесён в Гербовый матрикул Республики Беларусь 15 июля 1994 года под № 4.
Флаг учреждён Указом Президента Республики Беларусь от 20 января 2006 года № 36 и зарегистрирован в Государственном геральдическом регистре Республики Беларусь 6 февраля 2006 года № Б-79.

## История
Район образован 17 июля 1924 года. С июля 1924 по июль 1930 года и с июня 1935 по февраль 1938 года Полоцкий район входил в состав Полоцкого округа, в 1930—1935 годах был в прямом республиканском подчинении. С 20 сентября 1944 года по 8 января 1954 года — в состав Полоцкой области. С 8 января 1954 года — в составе Витебской области. В современных границах — с 2008 года.
Часть современной территории Полоцкого района занимали Ветринский район и Дретунский (Краснопольский) районы. В 1924 году район состоял из 15 сельсоветов. 4 августа 1927 года к району присоединены 5 сельсоветов упразднённого Краснопольского района, 8 июля 1931 года — 2 сельсовета упразднённого Борковичского района, а также 12 сельсоветов упразднённого Ветринского района. 12 февраля 1935 года Ветринский район был повторно создан, и в его состав было передано 14 сельсоветов. В 1938 и 1947 годах в районе было 19 сельсоветов.
20 января 1960 года в состав Полоцкого района из упразднённого Ветринского района переданы сельсоветы Гомельский, Заозерский, Заскорский, Литвиновский, Начский, Островщинский, Туровлянский, Шпаковщинский и городской посёлок Ветрино с подчиненными поселковому Совету населенными пунктами.
25 декабря 1962 года район был укрупнён путём присоединения большей части упразднённого Россонского района (7 сельсоветов и Россоны), 2 сельсоветов упразднённого Ушачского района и 5 сельсоветов (за исключением нескольких деревень) Шумилинского района. 18 марта 1963 года один из сельсоветов бывшего Шумилинского района был передан в состав Городокского района. 6 января 1965 года 6 сельсоветов и посёлок Россоны были переданы повторно образованному Россонскому району, а 30 июля 1966 года был повторно образован Шумилинский район, которому отошла территория 3 сельсоветов. 22 октября 1959 года был образован рабочий посёлок Полоцкий, который 14 декабря 1963 года преобразован в город областного подчинения Новополоцк.
14 января 2013 года Указом Президента Республики Беларусь № 27 «Об объединении районов и городов областного подчинения Республики Беларусь, имеющих общий административный центр» Полоцк был лишён статуса города областного подчинения. Полоцкий район и город Полоцк объединены в одну административно-территориальную единицу – Полоцкий район с административным центром город Полоцк.

## Демография
Численность населения — 98 999 человек (на 1 января 2025 года), в том числе городское — 80 919 человек (Полоцк — 79 285 человек, Ветрино — 1 634 человек), сельское — 18 080 человек.
На 1 января 2024 года численность населения — 99 576 человек, из них городское — 81 260 человек (Полоцк — 79 579 человек, Ветрино — 1 681 человек), сельское — 18 316 человек.
Численность населения — 100 316 человек (на 1 января 2023 года), в том числе Полоцк — 79 960 человек, Ветрино — 1 720 человек.
По состоянию на 01.01.2018 население Полоцкого района составляло 107 480 человек, из них: городское — 86 674 человек (г. Полоцк, г. п. Ветрино), сельское — 20 806 человек. Общая же численность населения внутри границ района вместе с населёнными пунктами, административно не входящими в его состав, но находящимися на его территории (г. Новополоцк и г.п. Боровуха) составляет — 214 959 человек.
В 2018 году 16,4 % населения района было в возрасте моложе трудоспособного, 57,8 % — в трудоспособном, 25,8 % — старше трудоспособного. В 2017 году коэффициент рождаемости составил 9,7 на 1000 человек, коэффициент смертности — 14,1 (средние коэффициенты рождаемости и смертности по Витебской области — 9,6 и 14,4, по Республике Беларусь — 10,8 и 12,6). В 2017 году в районе родились 1051 и умерли 1518 человек. Сальдо внутренней миграции отрицательное (в 2017 году — −260 человек; в 2014—2016 годах было положительным).
В 2017 году в районе было заключено 704 брака (6,5 на 1000 человек) и 374 развода (3,5 на 1000 человек); средние показатели по Витебской области — 6,4 и 3,4 на 1000 человек, по Республике Беларусь — 7 и 3,4 на 1000 человек соответственно.
| Численность населения (включая Полоцк) | Численность населения (включая Полоцк) | Численность населения (включая Полоцк) | Численность населения (включая Полоцк) | Численность населения (включая Полоцк) | Численность населения (включая Полоцк) | Численность населения (включая Полоцк) | Численность населения (включая Полоцк) | Численность населения (включая Полоцк) |
| 1970                                   | 1979                                   | 1989                                   | 1996                                   | 2001                                   | 2002                                   | 2003                                   | 2004                                   | 2005                                   |
| -------------------------------------- | -------------------------------------- | -------------------------------------- | -------------------------------------- | -------------------------------------- | -------------------------------------- | -------------------------------------- | -------------------------------------- | -------------------------------------- |
| 117 238                                | ▼116 553                               | ▼115 674                               | ▲122 339                               | ▼115 213                               | ▼114 367                               | ▼113 234                               | ▼112 275                               | ▼111 277                               |
| 2006                                   | 2007                                   | 2008                                   | 2009                                   | 2010                                   | 2011                                   | 2012                                   | 2013                                   | 2014                                   |
| ▼110 524                               | ▼110 035                               | ▼109 752                               | ▼109 695                               | ▼109 196                               | ▼108 483                               | ▼108 217                               | ▼107 348                               | ▼106 864                               |
| 2015                                   | 2016                                   | 2017                                   | 2018                                   | 2019                                   | 2020                                   | 2021                                   | 2022                                   | 2023                                   |
| ▼106 411                               | ▼105 915                               | ▼105 509                               | ▼104 661                               | ▼104 020                               | ▼103 190                               | ▼102 357                               |                                        | ▼100 316                               |
| 2024                                   | 2025                                   |                                        |                                        |                                        |                                        |                                        |                                        |                                        |
| ▼99 576                                | ▼98 999                                |                                        |                                        |                                        |                                        |                                        |                                        |                                        |

| Национальный состав по переписи 2019 года | Национальный состав по переписи 2019 года | Национальный состав по переписи 2019 года | Национальный состав по переписи 2019 года | Национальный состав по переписи 2019 года | Национальный состав по переписи 2019 года | Национальный состав по переписи 2019 года | Национальный состав по переписи 2019 года | Национальный состав по переписи 2019 года | Национальный состав по переписи 2019 года | Национальный состав по переписи 2019 года |
| Всего (2019)                              | белорусы                                  | белорусы                                  | русские                                   | русские                                   | украинцы                                  | украинцы                                  | поляки                                    | поляки                                    | цыгане                                    | цыгане                                    |
| ----------------------------------------- | ----------------------------------------- | ----------------------------------------- | ----------------------------------------- | ----------------------------------------- | ----------------------------------------- | ----------------------------------------- | ----------------------------------------- | ----------------------------------------- | ----------------------------------------- | ----------------------------------------- |
| 103 445                                   | 79 772                                    | 77,12%                                    | 15 084                                    | 14,58%                                    | 2739                                      | 2,65%                                     | 492                                       | 0,48%                                     | 213                                       | 0,21%                                     |
| 103 445                                   | евреи                                     | евреи                                     | татары                                    | татары                                    | армяне                                    | армяне                                    | литовцы                                   | литовцы                                   | азербайджанцы                             | азербайджанцы                             |
| 103 445                                   | 166                                       | 0,16%                                     | 127                                       | 0,12%                                     | 126                                       | 0,12%                                     | 103                                       | 0,10%                                     | 83                                        | 0,08%                                     |

## Экономика
Средняя зарплата в районе составляет 101,7 % от среднего уровня по Витебской области (2017 год). В 2017 году в районе было зарегистрировано 893 микроорганизации и 121 малая организация. В 2017 году 19,4 % организаций района были убыточными (в 2016 году — 20,5 %). В 2015—2017 годах в реальный сектор экономики района поступило 28,7 млн долларов иностранных инвестиций, в том числе 8,6 млн долларов прямых. В 2017 году предприятия района экспортировали товаров на сумму 194,4 млн долларов, импортировали на 149 млн долларов (сальдо — -45,5 млн долларов).
Выручка от реализации продукции, товаров, работ, услуг за 2017 год составила 1317,7 млн рублей (около 659 млн долларов), в том числе 59,9 млн рублей пришлось на сельское, лесное и рыбное хозяйство (4,5 %), 452 млн на промышленность (34,3 %), 36,9 млн на строительство (2,8 %), 606,2 млн на торговлю и ремонт (46 %), 162,7 млн на прочие виды экономической деятельности (12,3 %). По объёму выручки Полоцкий район находится на четвёртом месте в Витебской области, многократно уступая Витебску и Новополоцку, а также незначительно Оршанскому району.

### Энергетика
В 2017 году была введена в эксплуатацию Полоцкая ГЭС на Западной Двине мощностью 21,7 МВт — вторая по установленной мощности гидроэлектростанция в Республике Беларусь.

### Сельское хозяйство
В районе зарегистрировано 120 садоводческих товариществ, 8 гаражно-строительных кооперативов, 52 фермерских хозяйства и 19 сельскохозяйственных предприятий.
- Открытое акционерное общество «Банонь-Агро»
- КУП «Захарничи»
- КУСХП «Зелёнка»
- СПК «Кушлики»
- ОАО «Близница»

Под зерновые культуры в 2017 году было засеяно 10,9 тыс. га пахотных площадей, под кормовые культуры — 17,2 тыс. га. Валовой сбор зерновых и зернобобовых в 2017 году составил 31,7 тыс. т (средняя урожайность — 29,1 ц/га).
На 1 января 2018 года в сельскохозяйственных организациях района (без учёта фермерских и личных хозяйств населения) содержалось 31,4 тыс. голов крупного рогатого скота (в том числе 10,1 тыс. коров), 362,1 тыс. голов птицы. За 2017 год было произведено 5149 т мяса (в убойном весе), 46 652 т молока и 46,3 млн яиц.

### Транспорт
Территорию района пересекают железные дороги Витебск — Даугавпилс, Молодечно — Невель, автодороги Миоры — Полоцк (Р14), Верхнедвинск — Витебск (Р20), Полоцк — Россоны (Р24), Глубокое — Полоцк (Р45), Себеж — Лепель (Р46)

## Здравоохранение
В 2017 году в учреждениях Министерства здравоохранения Республики Беларусь насчитывалось 342 практикующих врача (31,8 в пересчёте на 10 тысяч человек; средний показатель по Витебской области — 37, по Республике Беларусь — 40,5) и 1184 средних медицинских работника. В лечебных учреждениях района насчитывалось 613 больничных коек (57 в пересчёте на 10 тысяч человек; средний показатель по Витебской области — 80,5, по Республике Беларусь — 80,2). По обеспеченности населения больничными койками район находится на предпоследнем месте в Витебской области, опережая только Бешенковичский район (56,9). По обеспеченности населения врачами район находится на третьем месте в Витебской области, уступая только Витебску (с Витебским районом) и Новополоцку.

## Образование
В 2017 году в районе действовало 52 учреждения дошкольного образования (включая комплексы «детский сад — школа») с 4659 детьми. В 2017/2018 учебном году действовало 31 учреждение общего среднего образования, в которых обучалось 10 181 ученик. Учебный процесс в школах обеспечивали 1283 учителя.
В Полоцке действуют 6 учреждения среднего специального и 2 — профессионально-технического образования:
- Полоцкий государственный медицинский колледж имени Героя Советского Союза З. М. Туснолобовой-Марченко
- Полоцкий государственный химико-технологический колледж
- Полоцкий государственный аграрно-экономический колледж
- Полоцкий торгово-технологический колледж Белкоопсоюза
- Полоцкий колледж — филиал Витебского государственного университета имени П. М. Машерова (ВГУ)
- Полоцкий государственный лесной колледж — филиал Белорусского государственного технологического университета (БГТУ)
- Полоцкий государственный профессиональный лицей строителей
- Полоцкий государственный аграрно-технический колледж (ранее—профессиональный лицей сельскохозяйственного производства)

## Культура

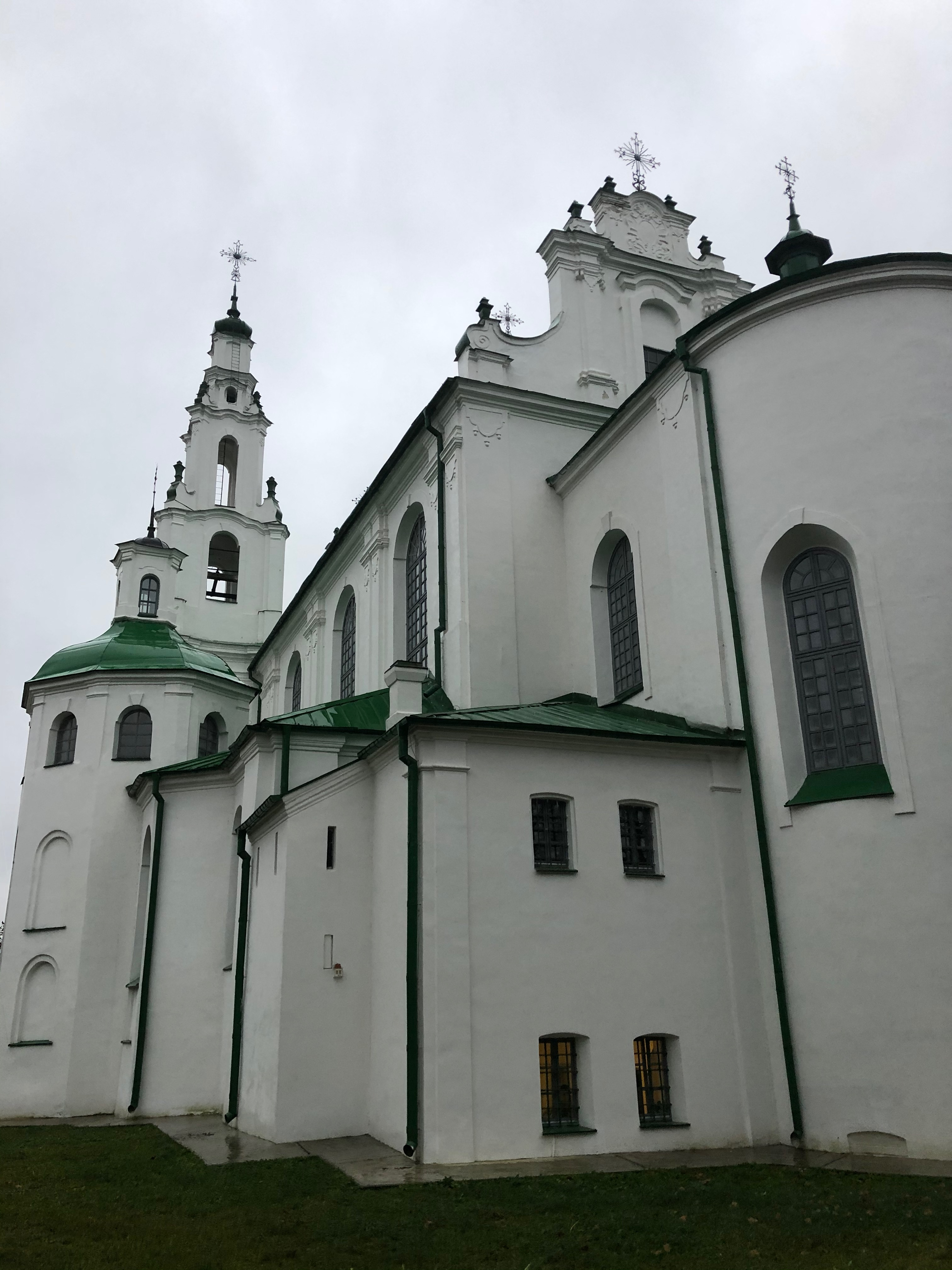
Собор Святой Софии

В Полоцке расположен Национальный Полоцкий историко-культурный музей-заповедник с 72,8 тыс. музейных предметов основного фонда. В 2016 году музеи, входящие в музей-заповедник, посетили 234,7 тыс. человек. По численности посетителей Полоцкий музей-заповедник находится на первом месте в Витебской области и делит 7-8 места в Республике Беларусь с Государственным мемориальным комплексом «Хатынь».  
В состав музея-заповедника входит: 
- Детский музей
- Историко-культурный комплекс «Поле ратной славы» (расположен в агрогородке Гомель)
- Краеведческий музей
- Музей белорусского книгопечатания
- Музей боевой славы
- Музей истории архитектуры Софийского собора
- Музей традиционного ручного ткачества Поозерья
- Музей-библиотека Симеона Полоцкого
- Музей-квартира Героя Советского Союза З. М. Туснолобовой-Марченко
- Природно-экологический музей
- Стационарная выставка «Прогулка по Нижне-Покровской»
- Художественная галерея

В Ветрино расположен комплексный народный музей (музей Б. И. Эпимах-Шипило, этнографический музей, краеведческий музей, военный музей). 
В агрогородке Полота Полотовского сельсовета расположен школьный музей «Жизнь и творчество династии Хруцких» (художник И. Ф. Хруцкий). 
В 2023 году постановлением Министерства культуры Республики Беларусь от 30 мая 2023 года № 80 статус нематериальной историко-культурной ценности присвоен элементу «Культура белорусской дуды на Витебщине» в г. Полоцк. 

## События и мероприятия
В Полоцком районе проводится фестиваль «Бульбяны фэст».

## Достопримечательность

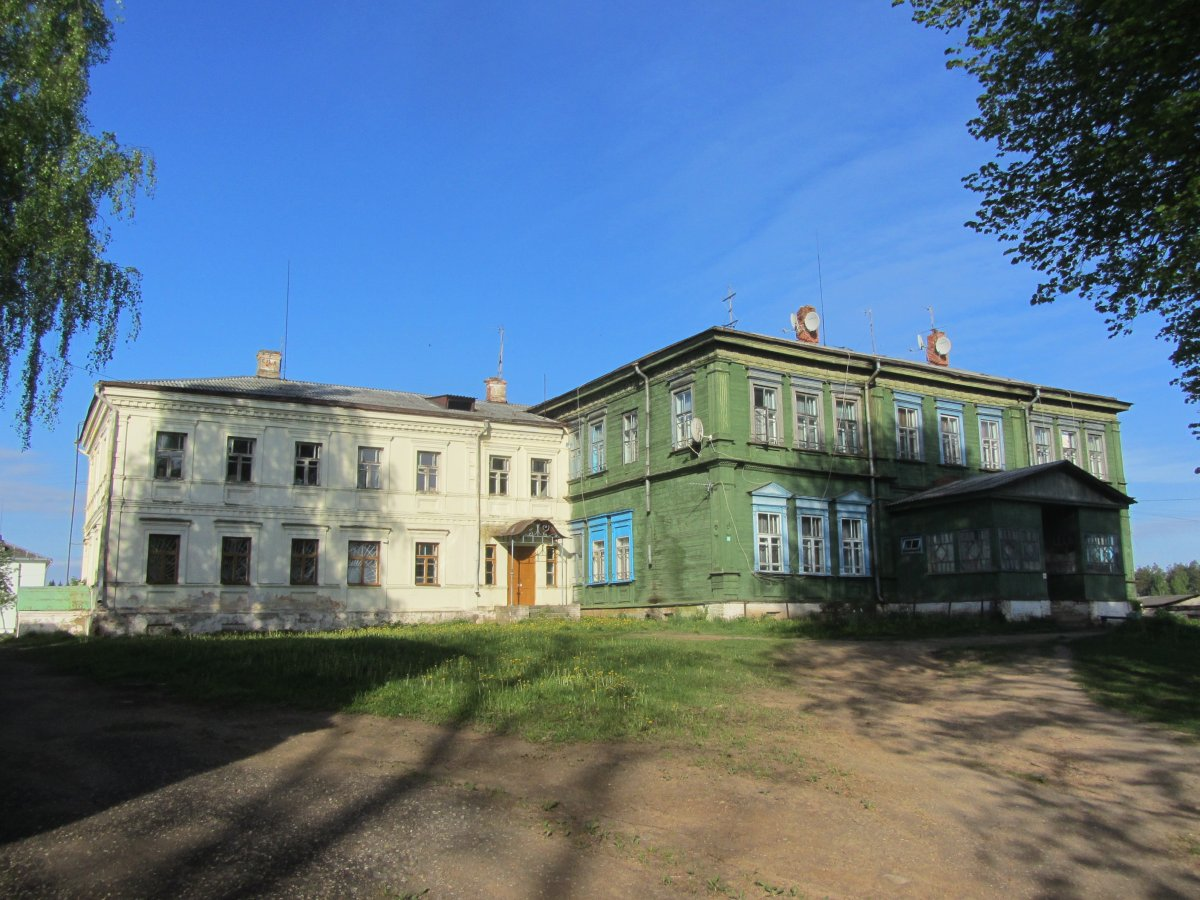
Усадебно-парковый ансамбль Поклевских-Козелл в Быковщина

- Усадебно-парковый ансамбль Поклевских-Козелл (середина XIX века) в Быковщина

## Археология
Козьянковский клад, сокрытый на правом берегу Западной Двины у нынешней деревни Козьянки, примыкающей к юго-западной окраине Полоцка, в пределах второй половины 940-х годов, свидетельствует, что к середине X века Западно-Двинский путь был одним из главных каналов поступления серебра на Балтику с Волжского пути. Подавляющее большинство монет (не менее 89,05 % от числа монет клада) представляет продукцию монетных дворов государства Саманидов. Половинка «рунического и» из Козьянковского клада сопоставлена с целым экземпляром аналогичной монеты из клада восточных и западноевропейских монет, найденной в 1820-х годах в окрестностях Ревеля (Таллин). Письменность неарабографичной легенды «рунического дирхама» это один из восточноевропейских тюркских рунических алфавитов — дукт, так называемого «кубанского письма», выделенного И. Л. Кызласовым. Этот дукт представлен надписью на ручке найденного близ починка Седьярского (ныне деревня Седьяр Балезинского района Удмуртии) в 1884 году серебряного кувшина согдийского производства и надписью на найденном в 1976 году на территории Маяцкого комплекса археологических памятников обломке амфоры.